# Dendropsophus nanus
Dendropsophus nanus är en groddjursart som först beskrevs av George Albert Boulenger 1889.  Dendropsophus nanus ingår i släktet Dendropsophus och familjen lövgrodor. IUCN kategoriserar arten globalt som livskraftig. Inga underarter finns listade i Catalogue of Life.